# Filialkirche Sankt Ilgen

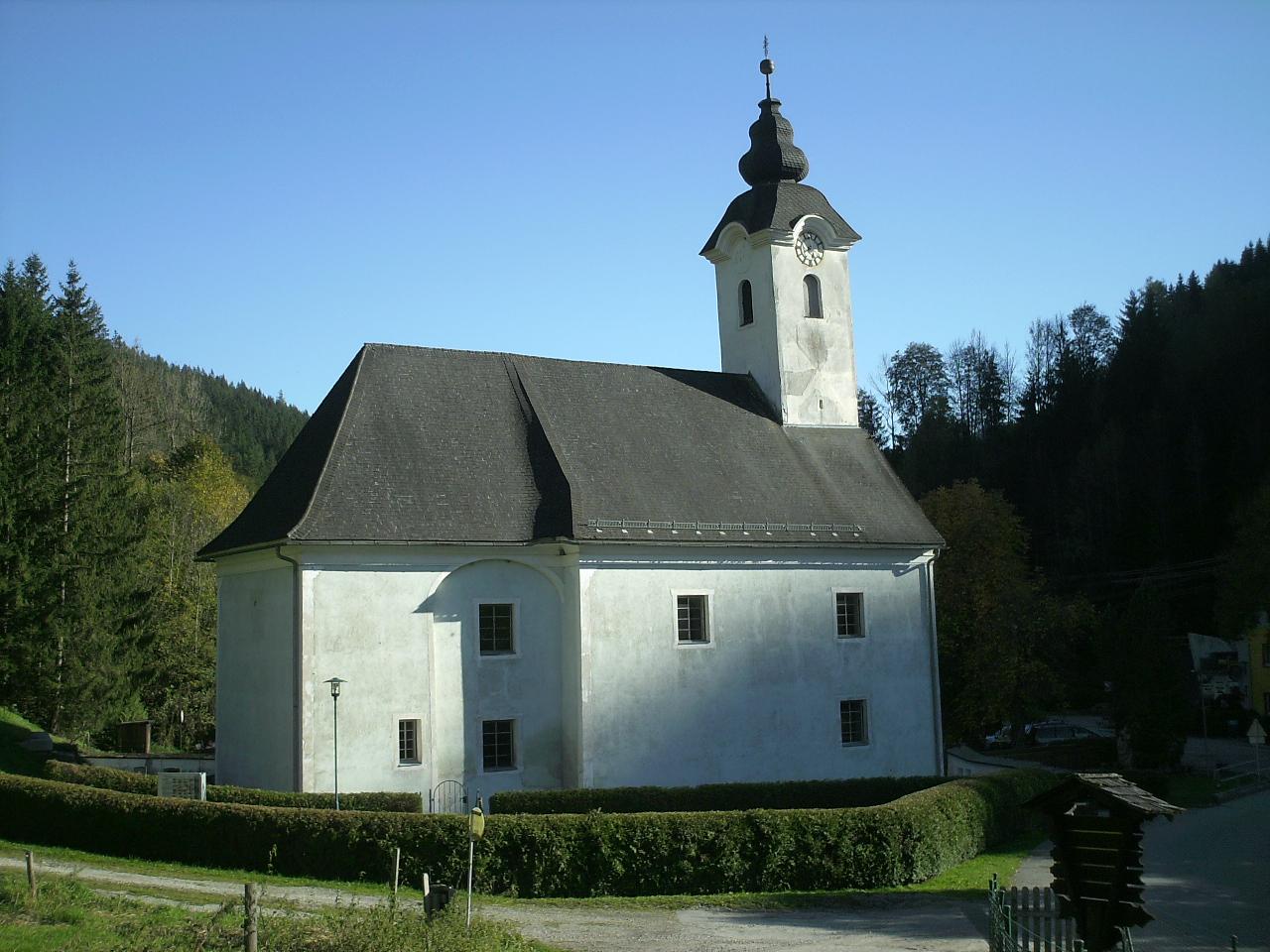
Kirche in St. Ilgen

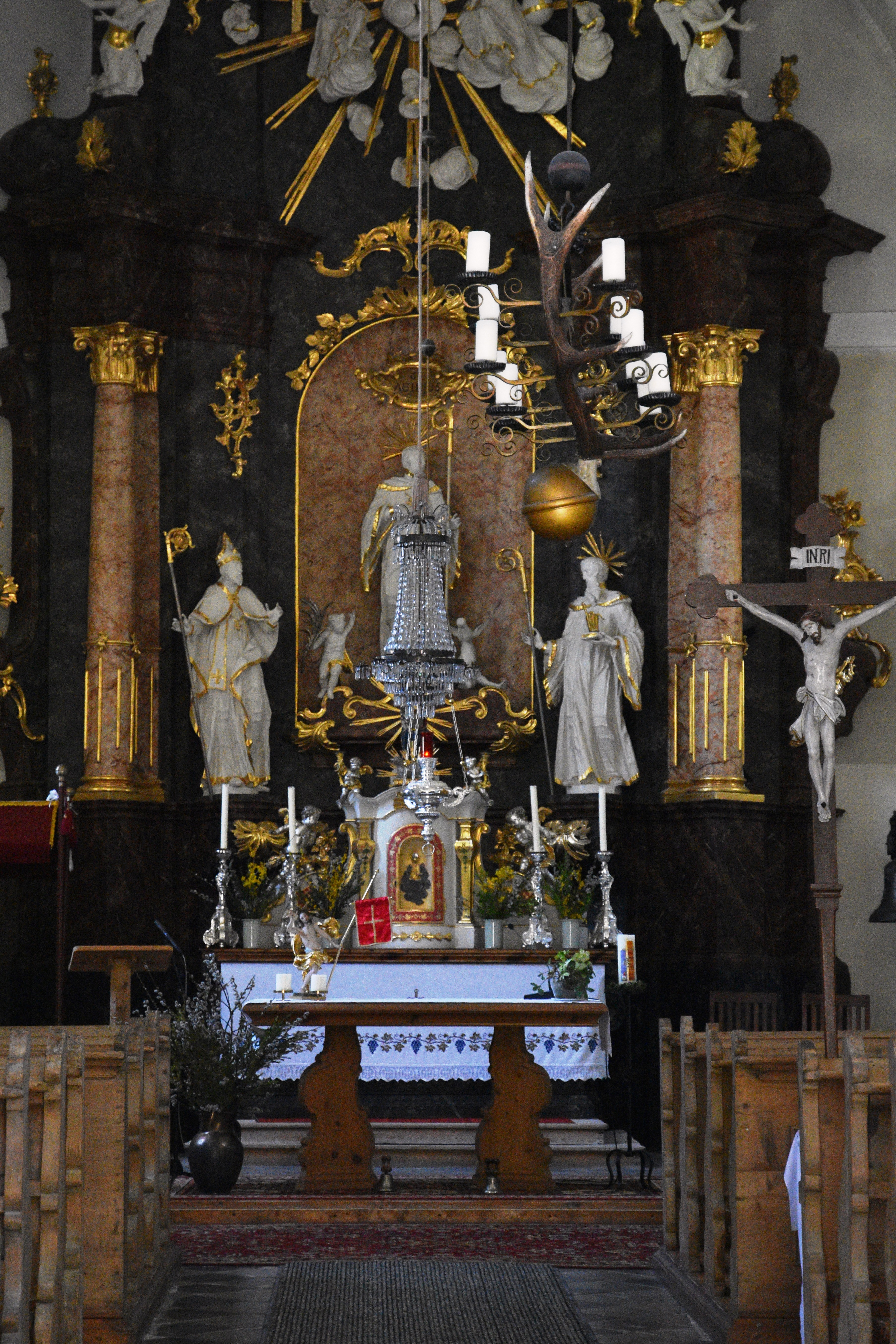
Innenansicht der Filialkirche

Die Filialkirche St. Ilgen in St. Ilgen, Gemeinde Thörl, ist eine römisch-katholische Filialkirche der Pfarre Thörl im Bezirk Bruck-Mürzzuschlag im Bundesland Steiermark. Sie ist dem hl. Ägidius geweiht.

## Geschichte
Die Ägidiuskirche in St. Ilgen wurde im dritten Viertel des 17. Jahrhunderts erbaut und 1677 durch den Bischof von Lavant Franz Kaspar von Stadion geweiht. Davor gab es einen romanischen Bau. Bis 1958 war die Kirche dem Stift St. Lambrecht inkorporiert. Dann unterstand sie bis 1961 der Pfarre Aflenz. Seither ist sie eine Filialkirche der Pfarre Thörl. Die Kirche wurde 1976/77 innen renoviert.

## Architektur und Ausstattung
Vom spätgotischen Bau besteht nur noch der als Sakristei verwendete Chor. Dieser ist einjochig mit 5/8-Schluss und Sternrippengewölbe. Die Kirche ist nach Norden orientiert. Der Innenraum ist hoch und geräumig. Er besteht aus dem zweijochigen Schiff und dem 2½-jochigen, gerade geschlossenen Chor.
Die Kirche hat einen barocken Dachreiter über der Eingangsfassade (Süden), der mit 1749 datiert ist. Er wurde 1957 restauriert.
Der Hochaltar mit freistehendem Tabernakel wurde im Stil des Rokoko erbaut. Ihn zieren eine Statue des hl. Lambertus und eine des hl. Ägidius, beide aus dem dritten Viertel des 18. Jahrhunderts. Der rechte Seitenaltar ist dem hl. Johannes Nepomuk geweiht und mit einer Nepomukstatue ausgestattet.
Vom spätgotischen Kirchenbau sind neben dem Opferstock noch eine Pietà und eine Glocke, gegossen 1457, vorhanden. 1957 wurden drei neue Glocken angeschafft.